# Točnica
Točnica es un municipio del distrito de Lučenec en la región de Banská Bystrica, Eslovaquia, con una población estimada a final del año 2024 de 392 habitantes.
Se encuentra ubicado en el centro-sur de la región, en el valle del río Ipoly —un afluente izquierdo del Danubio— y cerca de la frontera con Hungría.

## Demografía
| Año        | 1994 | 2004     | 2014     | 2024    |
| ---------- | ---- | -------- | -------- | ------- |
| Población  | 293  | 323      | 399      | 392     |
| Diferencia |      | +10,23 % | +23,52 % | −1,75 % |

| Año        | 2023 | 2024    |
| ---------- | ---- | ------- |
| Población  | 394  | 392     |
| Diferencia |      | −0,50 % |